# Elduvík
Elduvík is een dorp dat behoort tot de gemeente Runavíkar kommuna in het noorden van het eiland Eysturoy op de Faeröer. Het dorp heeft 23 inwoners. De postcode is FO 478. Elduvík ligt aan het begin van de Funningsfjørður fjord. Het dorp wordt in twee delen verdeeld door een klein riviertje. Het naburige eiland Kalsoy is vanuit Elduvík goed zichtbaar.

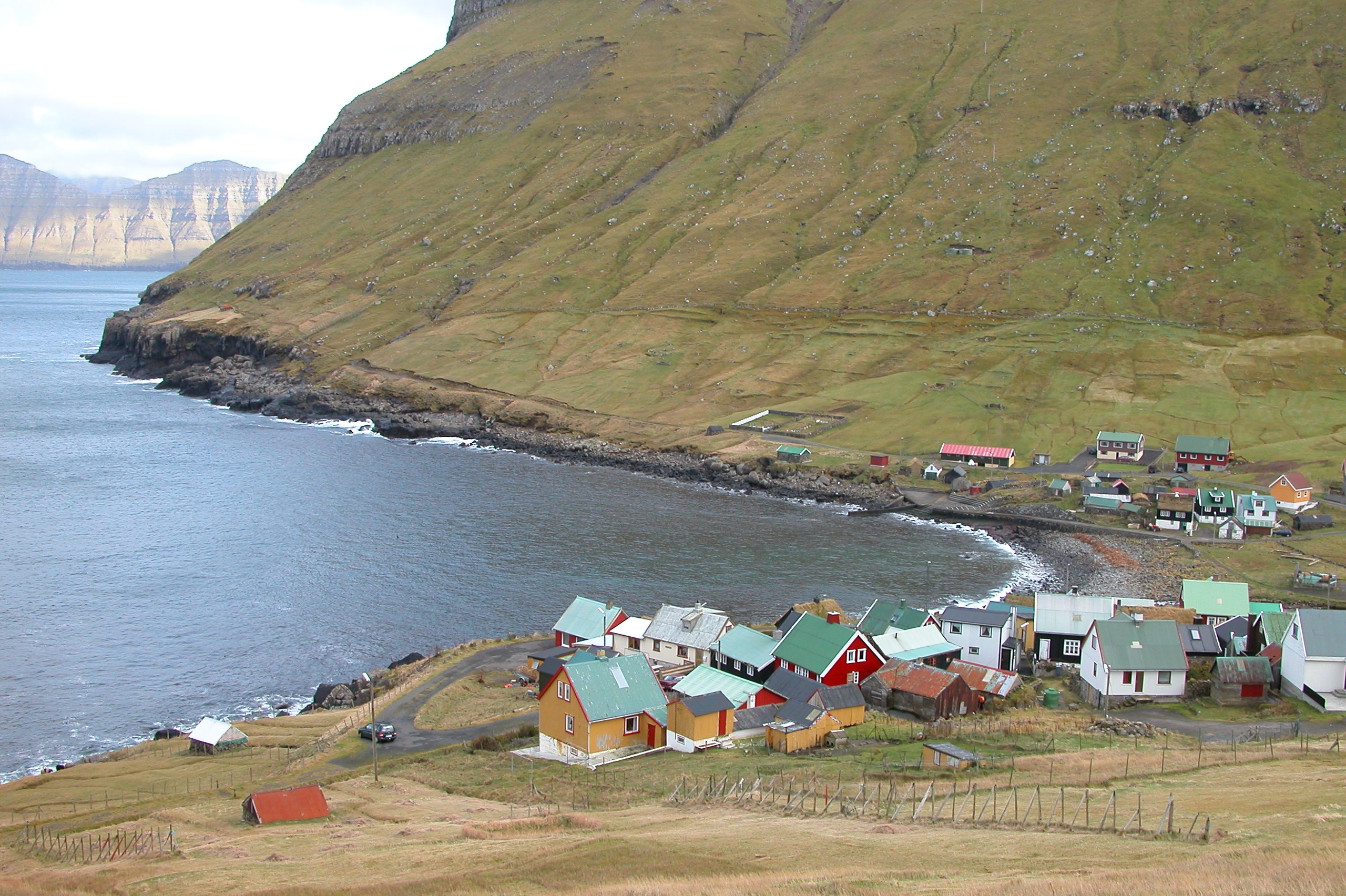
Zicht op Elduvík